# 7-о средно училище „Свети Седмочисленици“
Вижте пояснителната страница за други значения на Седмочисленици.
7-о средно училище „Свети Седмочисленици“ се намира в град София, на улица „Цар Иван Шишман“ № 28.

## История
Училището е наследник на откритата на 29 септември (17 септември стар стил) 1879 година Първа софийска девическа гимназия, която е продължител на класното девическо училище в града и е първото средно девическо училище в България. През 1902 г. от него са отделени 2 нови училища – Софийско девическо педагогическо училище и Втора софийска девическа гимназия. Между 1924 и 1932 г. е построена днешната сграда на училището на улица „Цар Иван Шишман“. През 1950 г. то е преименувано на Седмо единно девическо училище, през 1954 г. става смесено и името му е променено.

## Възпитаници

### Първа софийска девическа гимназия (1879 – 1950)
- Анна Карима – писателка, общественичка
- Дора Габе – поетеса
- Елисавета Багряна – поетеса
- Паулина Станчева – писателка и поетеса
- Ирина Тасева – театрална и киноактриса
- Мара Малеева-Живкова – общественичка
- Яна Язова – писателка и поетеса
- проф. Искра Панова – литературовед
- Леда Милева – писателка, генерален директор на Българската национална телевизия, депутат, дипломат
- Иванка Димитрова – театрална и киноактриса
- Блага Димитрова – писателка, поетеса, политик, депутат, вицепрезидент на България
- Стоянка Мутафова – театрална и киноактриса
- Юлия Огнянова – режисьор, театрална и киноактриса
- Калина Тасева – художничка
- Мария Русалиева – театрална и киноактриса
- Жана Стоянович – театрална и киноактриса
- проф. Вера Мутафчиева – историк, писателка

### 7-о единно девическо училище (1950 – 1954)
- проф. Елка Константинова – литературовед, политик, депутат, министър на културата
- Емилия Радева – театрална и киноактриса
- Гинка Станчева – театрална и киноактриса
- Татяна Лолова – театрална и киноактриса
- Домна Ганева – театрална и киноактриса

### 7-о ССОУ „Георги Димитров“ (1954 – 1959)
- Красимира Колдамова – примабалерина

### 7-о ЕСПУ „Георги Димитров“ (1959 – 1991)
- акад. Боян Биолчев – учен филолог, ректор на Софийски университет
- Евдокия Манева – политик, депутат, министър на околната среда и водите
- Иванка Гръбчева – режисьор
- проф. Георг Краев – специалист в областта на класическата фолклорна култура
- Асен Агов – журналист, генерален директор на Българската национална телевизия, политик, депутат
- Красимир Ранков – актьор и режисьор
- проф. Йосиф Радионов – музикант, цигулар, солист на Софийската филхармония
- Радослав Янкулов – журналист, генерален директор на Българско национално радио
- Румен Бояджиев – музикант и композитор
- Кристалина Георгиева – вицепрезидент на Световната банка, управляващ директор на Международния валутен фонд, политик, два мандата европейски комисар, отговарящ за международното сътрудничество, хуманитарната помощ и реакцията при кризи и във втория мандат заместник-председател на Европейската комисия и комисар по бюджета и човешките ресурси
- Едвин Сугарев – поет, общественик, политик, депутат, дипломат
- Соломон Паси – математик, политик, депутат, министър на външните работи
- Димитър Цонев – журналист и телевизионен водещ
- Борис Чакъров – музикант и композитор
- Анжела Димчева – поетеса
- Росица Кирилова – музикант
- Виолета Найденович – полска поп-певица от български произход
- Христо Шопов – театрален и киноактьор
- Константин Каменаров – журналист, генерален директор на Българската национална телевизия
- Борил Петров – дете-актьор (Пантата от „Войната на таралежите“), лекар-хирург
- Вяра Анкова – журналист, генерален директор на Българската национална телевизия
- Камен Воденичаров – актьор, певец и телевизионен водещ
- Милен Цветков – журналист и телевизионен водещ
- Албена Чакърова – театрална и киноактриса
- Дони – музикант и композитор
- Момчил – музикант и композитор
- Ути Бъчваров – ТВ водещ на кулинарни предавания
- Иван Ласкин – театрален и киноактьор
- Боил Банов – режисьор, политик, министър на културата
- Боян Расате – политик
- Росен Канев - Балетист премиер-солист на Софийската Опера и Балет

### 7-о СОУ „Свети Седмочисленици“ (1991 – 2023)
- Ева Тепавичарова – актриса
- Кирил Петков – министър-председател на България